# Iñigo Pérez
Iñigo Pérez Soto (Pamplona, Navarra, 18 de enero de 1988), conocido deportivamente como Iñigo Pérez, es un exfutbolista español que se desempeñaba en la demarcación de mediocentro. Actualmente es el entrenador del Rayo Vallecano de LaLiga EA Sports.

## Trayectoria

### Como jugador
Comenzó su carrera en las filas de la UDC Txantrea. En 2002 llegó a la cantera del Athletic Club junto a Borja Ekiza. Pasó por las categorías inferiores, cadete y juvenil del Athletic y jugó en los dos filiales; CD Basconia y Bilbao Athletic. Debutó con el Athletic Club, el 28 de octubre de 2009, en Copa del Rey frente al Rayo Vallecano en el Estadio de Vallecas. Fue parte del equipo que alcanzó las finales de Copa y Liga Europa en 2012.
Tras cederle en la temporada 2013-2014 al RCD Mallorca, el 31 de enero el Athletic Club decidió repescarle debido a un cuadro de estrés.
En verano de 2014, fichó por el C. D. Numancia de la Segunda División Española, donde se asentó como titular. En la temporada 2017-18 disputó los play-offs de ascenso a Primera División, siendo eliminados por el Real Valladolid en la final.
El 2 de julio de 2018 se incorporó al CA Osasuna, que abonó la cláusula de rescisión cifrada en 750 000 euros. Así pues, el futuro del futbolista navarro seguiría ligado al de Jagoba Arrasate que había fichado semanas atrás como entrenador.

### Como entrenador
El 9 de junio de 2022, tras su retirada como jugador, se convirtió en segundo entrenador de Andoni Iraola en las filas del Rayo Vallecano de la Primera División.No pudo acompañar al técnico guipuzcoano en el AFC Bournemouth como segundo por problemas burocráticos. El 14 de febrero de 2024 fue nombrado primer entrenador del Rayo Vallecano. Tras 25 años sin competición europea, el 24 de mayo de 2025 consiguió con el Rayo Vallecano una histórica 8ª posición en Liga con 52 puntos, puesto que da acceso a la Liga Conferencia de la UEFA y que supone el segundo mejor resultado en Liga en la historia del club.

## Clubes

### Como jugador
| Club                       | País   | Liga      | Año       | Partidos | Goles |
| -------------------------- | ------ | --------- | --------- | -------- | ----- |
| C. D. Basconia             | España | 3.ª       | 2006-2007 | 38       | 8     |
| Bilbao Athletic            | España | 2ªB       | 2006-2010 | 81       | 9     |
| Athletic Club              | España | 1.ª       | 2009-2014 | 58       | 2     |
| S. D. Huesca (cedido)      | España | 2.ª       | 2010-2011 | 13       | 0     |
| R. C. D. Mallorca (cedido) | España | 2.ª       | 2013-2014 | 13       | 0     |
| C. D. Numancia             | España | 2.ª       | 2014-2018 | 149      | 5     |
| C. A. Osasuna              | España | 2.ª y 1.ª | 2018-2022 | 85       | 5     |

Debut en 1.ª División: 31 de octubre de 2009, Athletic Club 1-0 Atlético de Madrid
| Temporadas en 1.ª | Partidos en 1.ª | Goles en 1.ª | Partidos en Copa | Goles en Copa | Internacional |
| ----------------- | --------------- | ------------ | ---------------- | ------------- | ------------- |
| 7                 | 87              | 4            | 27               | 1             | Ninguna       |

### Como entrenador
| Club                            | País   | Año       |
| ------------------------------- | ------ | --------- |
| Rayo Vallecano (2.º entrenador) | España | 2022-2023 |
| Rayo Vallecano                  | España | 2024-Act. |

## Estadísticas como entrenador
| Equipo                  | Div.  | Temporada | Liga  | Liga | Liga | Liga | Liga |       | Copa | Copa | Copa | Copa  |   | Internacional | Internacional | Internacional | Internacional | Internacional |   | Otros | Otros | Otros | Otros |    | Totales     | Totales | Totales | Totales | Totales | Totales | Totales | Totales |
| Equipo                  | Div.  | Temporada | Part. | G    | E    | P    | Pos. | Part. | G    | E    | P    | Part. | G | E             | P             | Pos.          | Part.         | G             | E | P     | Part. | G     | E     | P  | Rendimiento | GF      | GC      | Dif.    |         |         |         |         |
| ----------------------- | ----- | --------- | ----- | ---- | ---- | ---- | ---- | ----- | ---- | ---- | ---- | ----- | - | ------------- | ------------- | ------------- | ------------- | ------------- | - | ----- | ----- | ----- | ----- | -- | ----------- | ------- | ------- | ------- | ------- | ------- | ------- | ------- |
| Rayo Vallecano · España | 1.ª   | 2023-24   | 14    | 3    | 5    | 6    | 17.º | -     | -    | -    | -    | -     | - | -             | -             | -             | -             | -             | - | -     | 14    | 3     | 5     | 6  | 33.33%      | 8       | 16      | -8      |         |         |         |         |
| Rayo Vallecano · España | 1.ª   | 2024-25   | 38    | 13   | 13   | 12   | 8.º  | 4     | 3    | 0    | 1    | -     | - | -             | -             | -             | -             | -             | - | -     | 42    | 16    | 13    | 13 | 48.42%      | 53      | 51      | +2      |         |         |         |         |
| Rayo Vallecano · España | 1.ª   | 2025-26   | 1     | 1    | 0    | 0    | -    | 0     | 0    | 0    | 0    | 0     | 0 | 0             | 0             | -             | -             | -             | - | -     | 1     | 1     | 0     | 0  | 100%        | 3       | 1       | +2      |         |         |         |         |
| Rayo Vallecano · España | Total | Total     | 53    | 17   | 18   | 18   | -    | 4     | 3    | 0    | 1    | 0     | 0 | 0             | 0             | -             | -             | -             | - | -     | 57    | 20    | 18    | 19 | 45.62%      | 64      | 68      | -4      |         |         |         |         |
| 1. 2.                   |       |           |       |      |      |      |      |       |      |      |      |       |   |               |               |               |               |               |   |       |       |       |       |    |             |         |         |         |         |         |         |         |

#### Resumen por competiciones
| Competición                        | Partidos | Ganados | Empatados | Perdidos | %      | Resultado        |
| ---------------------------------- | -------- | ------- | --------- | -------- | ------ | ---------------- |
| LaLiga                             | 53       | 17      | 18        | 18       | 43.4%  | 8.º lugar        |
| Copa del Rey                       | 4        | 3       | 0         | 1        | 75%    | Octavos de final |
| Liga Europa Conferencia de la UEFA | 0        | 0       | 0         | 0        | 0%     | En disputa       |
| TOTAL                              | 57       | 20      | 18        | 19       | 45.62% | Sin Títulos      |

## Palmarés

### Campeonatos nacionales
| Título       | Podio      | País   | Club          | Año  |
| ------------ | ---------- | ------ | ------------- | ---- |
| Copa del Rey | Subcampeón | España | Athletic Club | 2012 |

### Campeonatos internacionales
| Título                  | Podio      | País     | Club          | Año  |
| ----------------------- | ---------- | -------- | ------------- | ---- |
| Liga Europea de la UEFA | Subcampeón | Bucarest | Athletic Club | 2012 |